# Émilie Bigottini
Pour les articles homonymes, voir Bigottini.
Émilie Bigottini est une danseuse française. Elle est née à Toulouse le 16 avril 1784 et morte à Paris le 28 avril 1858. 

## Biographie

### La danse
Fille de François Bigottini, célèbre Arlequin de la Comédie-Italienne de Paris, et belle-sœur de Louis Milon, chorégraphe, danseur et maître de ballet, Émilie a fait ses débuts sur scène au théâtre Audinot, qui deviendra le théâtre de l’Ambigu-Comique.  Elle entre ensuite à dix-sept ans à l'Opéra de Paris et se produit une première fois le 20 novembre 1801 dans le rôle de l'Amour de Psyché, ballet-pantomime en 3 acte de Pierre-Gabriel Gardel sur une musique d'Ernest-Louis Miller. Elle reste dans la troupe jusqu'à sa retraite en 1823. 
Svelte et précise, elle excelle dans la pantomime et se distingue dans les ballets de Louis Milon. Napoléon Ier est l'un de ses fervents admirateurs.
Émilie est l'amie de la cantatrice Caroline Branchu, de l'actrice et poétesse Marceline Desbordes-Valmore et de la famille Curie. 

### La courtisane
Elle a de nombreuses liaisons qui donnent naissance à plusieurs enfants.
Elle a une liaison avec le prince Eugène de Beauharnais. 
Elle a une fille avec Géraud Christophe Michel Duroc, duc de Frioul et une autre fille naturelle avec le comte de Fuentès, lieutenant général des armées espagnoles.

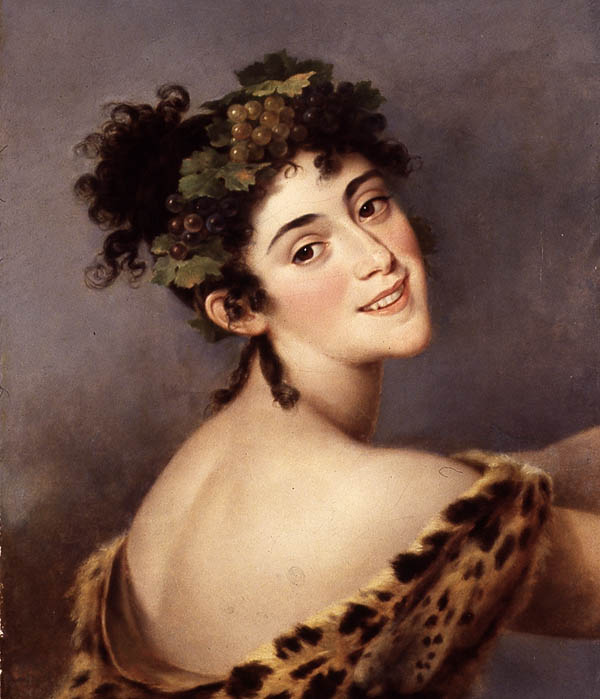

De son union avec le prince Armand Pignatelli naissent enfin deux enfants : Armandine Alphonsine et François Jean Charles. Leur père reconnaît ces deux derniers. 

### La mort
Émilie Bigottini meurt le 28 avril 1858 et est inhumée au cimetière du Père-Lachaise (15e division),.